# Бывает и хуже (сезон 6)
Шестой сезон американского ситкома «Бывает и хуже», премьера которого состоялась на канале ABC 24 сентября 2014 года, а заключительная серия вышла 13 мая 2015 года, состоит из 24 эпизодов.

## В ролях
| - Патриция Хитон — Фрэнсис «Фрэнки» Хэк - Нил Флинн — Майкл «Майк» Хэк мл. - Чарли Макдермотт — Аксель Хэк - Иден Шер — Сью Хэк - Аттикус Шаффер — Брик (Блок) Хэк |

## Эпизоды
| № общий | № в сезоне | Название                                                  | Режиссёр        | Автор сценария               | Дата премьеры    | Произв. код | Зрители в США (млн) |
| --- | ---------- | --------------------------------------------------------- | --------------- | ---------------------------- | ---------------- | ----------- | ------------------- |
| 121 | 1          | «Unbraceable You» «Снятие брекетов»                       | Ли Шаллат-Чемел | Тим Хоберт                   | 24 сентября 2014 | 4X6601      | 7,59                |
| Начало нового учебного года. Блок решается сменить имидж и для этого ему необходим новый рюкзак. Сью снимают брекеты. Аксель впервые обыгрывает Майка в баскетбол. |            |                                                           |                 |                              |                  |             |                     |
| 122 | 2          | «The Loneliest Locker» «Шкафчик в стороне»                | Блейк Т. Эванс  | Джана Хантер и Митч Хантер   | 1 октября 2014   | 4X6602      | 7,42                |
| Сью мечтает о хорошем колледже и Фрэнки устраивается на вторую работу. Блок находит в подвале старые детские игрушки, которые Фрэнки спрятала из-за шума, который они создают. Брэд и Сью ставят пьесу о трудной жизни подростков.                                        |            |                                                           |                 |                              |                  |             |                     |
| 123 | 3          | «Major Anxiety» «Беспокойство»                            | Фил Трейлл      | Рич Дэм                      | 8 октября 2014   | 4X6603      | 7,44                |
| Блок пытается стать популярным и приглашает девочку на бал. Аксель не может выбрать специализацию в колледже. Сью впадает в кофеиновую зависимость. |            |                                                           |                 |                              |                  |             |                     |
| 124 | 4          | «The Table» «Стол»                                        | Ли Шаллат-Чемел | Рой Браун                    | 22 октября 2014  | 4X6604      | 7,29                |
| Деррен дарит Сью "ключ от своего сердца", но она обнаруживает, что такой же подарок Деррен делал своей бывшей. Аксель и Хатч хотят сделать из своего жилья общежитие, и Фрэнки отдаёт им обеденный стол Хэков, надеясь получить новый стол на годовщину свадьбы от Майка. |            |                                                           |                 |                              |                  |             |                     |
| 125 | 5          | «Halloween V» «Хэллоуин 5»                                | Ли Шаллат-Чемел | Робин Шорр                   | 29 октября 2014  | 4X6605      | 6,99                |
| Блок приглашает в гости на Хэллоуин странную подругу. Сью устраивает свой собственный Хэллоуинский кинотеатр под открытым небом чтобы собрать деньги на колледж. Аксель впервые идёт в библиотеку.                                                                        |            |                                                           |                 |                              |                  |             |                     |
| 126 | 6          | «The Sinkhole» «Карстовая воронка»                        | Мелисса Косар   | Кэти Баллард                 | 12 ноября 2014   | 4X6606      | 8,10                |
| Сью узнает, что ей не дадут аттестат без оценки по физкультуре. Аксель помогает Блоку составить паутину лжи, чтобы скрыть поломанную газонокосилку. Кухня Хэков остаётся без раковины.                                                                                    |            |                                                           |                 |                              |                  |             |                     |
| 127 | 7          | «Thanksgiving VI» «День благодарения 6»                   | Ли Шаллат-Чемел | Тим Хоберт                   | 19 ноября 2014   | 4X6607      | 8,32                |
| Хэки решают провести День Благодарения в ресторане. Майку приходится терпеть общество Деррена. Фрэнки знакомит Акселя с Девин Левин - дочерью племянницы её парикмахера.                                                                                                  |            |                                                           |                 |                              |                  |             |                     |
| 128 | 8          | «The College Tour» «Знакомство с колледжем»               | Блейк Т. Эванс  | Рич Дэм                      | 3 декабря 2014   | 4X6608      | 7,04                |
| Майк везёт Сью в тур по колледжам. Фрэнки идёт на первую игру сезона у Акселя. |            |                                                           |                 |                              |                  |             |                     |
| 129 | 9          | «The Christmas Wall» «Рождественская стена»               | Ли Шаллат-Чемел | Рой Браун                    | 10 декабря 2014  | 4X6609      | 8,11                |
| Майку приходится вернуть бракованную ёлку в магазин, но получить новую оказывается не так просто. Аксель и Шон спорят из-за сказочного персонажа и просят Деррена их рассудить.                                                                                           |            |                                                           |                 |                              |                  |             |                     |
| 130 | 10         | «Pam Freakin' Staggs» «Стэггс бесит Пэм»                  | Эллиот Хигарти  | Джана Хантер и Митч Хантер   | 7 января 2015    | 4X6611      | 8,46                |
| В город возвращается одноклассница Фрэнки, выигравшая миллион, и Фрэнки проводит с ней всё время. Аксель уговаривает Девин Левин пойти с ним на свидание. |            |                                                           |                 |                              |                  |             |                     |
| 131 | 11         | «A Quarry Story» «Карьерная история»                      | Клэр Килнер     | Илана Верник                 | 14 января 2015   | 4X6610      | 7,79                |
| Сью подрабатывает у Майка в карьере уборщицей. Дедушка Большой Майк чинит раковину вместе с Акселем. |            |                                                           |                 |                              |                  |             |                     |
| 132 | 12         | «Hecks on a Train» «Хэки в поезде»                        | Ли Шаллат-Чемел | Тим Хоберт                   | 4 февраля 2015   | 4X6612      | 8,26                |
| Тётя Эдди умирает и завещает, чтобы её похоронили в другом штате, куда Хэки отправляются на поезде. |            |                                                           |                 |                              |                  |             |                     |
| 133 | 13         | «Valentine's Day VI» «День Святого Валентина 6»           | Ли Шаллат-Чемел | Рич Дэм                      | 11 февраля 2015  | 4X6615      | 7,82                |
| Деррен устраивает квест-сюрприз для Сью. Синди шокирует Блока своим желанием поцеловаться с ним. Девин Левин отказывается праздновать День Святого Валентина. |            |                                                           |                 |                              |                  |             |                     |
| 134 | 14         | «The Answer» «Ответ»                                      | Фил Трейлл      | Тим Хоберт                   | 18 февраля 2015  | 4X6616      | 7,70                |
| Сью никак не может сказать Деррену, что не хочет выходить за него замуж. |            |                                                           |                 |                              |                  |             |                     |
| 135 | 15         | «Steaming Pile of Guilt» «Чувство вины»                   | Ли Шаллат-Чемел | Робин Шорр                   | 25 февраля 2015  | 4X6613      | 7,47                |
| Родители в очередной раз забыли про день рождения Блока и теперь должны наверстать упущенное. Аксель встречает в колледже Жуткую Эшли. Девин Левин думает, что это его бывшая девушка.                                                                                    |            |                                                           |                 |                              |                  |             |                     |
| 136 | 16         | «Flirting with Disaster» «Флирт с катастрофой»            | Фил Трейлл      | Рой Браун                    | 4 марта 2015     | 4X6614      | 8,20                |
| Аксель приводит в дом симпатичного друга, с которым Фрэнки не прочь пофлиртовать. Сью и Блок едут на конвенцию, посвященную любимой книге Блока. |            |                                                           |                 |                              |                  |             |                     |
| 137 | 17         | «The Waiting Game» «Игра в ожидание»                      | Дэнни Саллес    | Кэти Баллард                 | 25 марта 2015    | 4X6618      | 7,34                |
| Хэки сходят с ума в ожидании новости о поступлении Сью в колледж. Блок и Аксель не могут поделить комнату. |            |                                                           |                 |                              |                  |             |                     |
| 138 | 18         | «Operation Infiltration» «Операция „Инфильтрация“»        | Мелисса Косар   | Илана Верник                 | 1 апреля 2015    | 4X6619      | 7,64                |
| Сью едет на встречу абитуриентов в колледж Акселя и ему приходится играть роль хорошего брата перед Девин Левин. Майк и Расти предаются воспоминаниям детства, и кажется, что Майк не был раньше таким уж хорошим. Блок снова пытается завести друзей.                    |            |                                                           |                 |                              |                  |             |                     |
| 139 | 19         | «Siblings and Sombreros» «Братья и сомбреро»              | Мелисса Косар   | Джана Хантер и Митч Хантер   | 8 апреля 2015    | 4X6617      | 7,28                |
| Блок неожиданно для всех становится лучшим спортсменом в классе. Аксель и Сью ссорятся, а Фрэнки пытается их помирить. |            |                                                           |                 |                              |                  |             |                     |
| 140 | 20         | «Food Courting» «Шведский стол»                           | Блейк Т. Эванс  | Джана Хантер и Митч Хантер   | 15 апреля 2015   | 4X6620      | 7,52                |
| Сью поступило предложение перейти на новое место работы. Блок теперь подросток и его поведение становится невыносимым. Акселю исполняется 21. |            |                                                           |                 |                              |                  |             |                     |
| 141 | 21         | «Two of a Kind» «Два сапога пара»                         | Дэнни Саллес    | Тим Хоберт                   | 22 апреля 2015   | 4X6621      | 7,82                |
| В дом Хэков приезжает брат отца Фрэнки и ей кажется, что примирить двух братьев - это то, что они с семьёй обязаны сделать. |            |                                                           |                 |                              |                  |             |                     |
| 142 | 22         | «While You Were Sleeping» «Пока ты спал»                  | Блейк Т. Эванс  | Рой Браун                    | 29 апреля 2015   | 4X6622      | 7,39                |
| После расставания с Дерреном Сью осталась без пары на выпускной бал. Фрэнки и Майк пытаются устроить вечер свидания. Аксель и Блок создают свой бизнес. |            |                                                           |                 |                              |                  |             |                     |
| 143 | 23         | «Mother's Day Reservations» «Бронирования на День матери» | Ли Шаллат-Чемел | Рич Дэм                      | 6 мая 2015       | 4X6623      | 6,99                |
| Фрэнки узнаёт, что она была неидеальной матерью. Майк пытается забронировать столик в чайной на праздник. |            |                                                           |                 |                              |                  |             |                     |
| 144 | 24         | «The Graduate» «Выпускник»                                | Эйлин Хейслер   | Эйлин Хейслер и Диэнн Хелайн | 13 мая 2015      | 4X6624      | 7,03                |
| Год Сью наконец подходит к концу, но кажется, что всё заканчивается не так идеально, как было задумано. |            |                                                           |                 |                              |                  |             |                     |